# Serious Black
Serious Black ist eine im Januar 2014 gegründete internationale Power-Metal-Band. Ihre Mitglieder sind daneben oder waren vorher bereits in anderen Bands erfolgreich. Der Bandname ist abgeleitet vom Namen des Zauberers Sirius Black aus der Buchreihe Harry Potter. Um keine Markenrechte zu verletzen, wurde die Schreibweise abgeändert.

## Geschichte
Laut eigenen Angaben unterhielten sich Roland Grapow und Mario Lochert am 23. August 2013 Backstage beim „Ripollet Rock Festival 2013“ über Musik. Lochert kam dabei die Idee, eine sechsköpfige Band zu gründen, und konnte Grapow, der dort mit Masterplan auftrat, von seiner Idee überzeugen. Zurück in München überzeugte Lochert telefonisch seinen Freund Thomen Stauch, im Anschluss stießen Jan Vacik und Dominik Sebastian zu der Band. Schließlich traf sich die Formation im Januar 2014 in den Dreamsound Studios in München, um an eigenem Material zu arbeiten. Nachdem das erste Material bereits geschrieben war, fand man mit dem in den Vereinigten Staaten lebenden Schweden Urban Breed einen geeigneten Sänger.
Einen Tag vor Tourbeginn in Bremen gab die Band bekannt, dass Roland Grapow und Thomen Stauch nicht an dieser teilnehmen können. Roland Grapow (wegen Tinnitus) wird live von Bob Katsionis (Firewind) vertreten, Thomen Stauch (wegen Schulterproblemen) von Ramy Ali (Freedom Call). Erstes Konzert der Gruppe war am 16. Januar 2015 im Bremer Aladin.
Mitte Januar 2015 erschien das Debütalbum As Daylight Breaks über AFM Records. Daraus wurden vorab die Stücke Sealing My Fate und I Seek No Other Life auf der Video-Plattform YouTube veröffentlicht. Das Album stieg auf Platz 61 der deutschen Albumcharts ein. Rund anderthalb Jahre später im September 2016 erschien – ebenfalls via AFM Records – das Zweitwerk „Mirrorworld“. Bei der korrespondierenden Tournee saß erstmals Alex Holzwarth am Schlagzeug. Im August 2017 folgte das dritte Album Magic. Am Tag des Tourstarts gab Bob Katsionis bekannt, dass er sich künftig auf die Arbeit mit Firewind konzentrieren würde, weshalb Christian Münzner als Tourersatz einsprang. Kurz vor Weihnachten 2017 erschien das Akustik-Album First Light.
Im Mai 2018 verkündete die Band, dass Ramy Ali als fester Schlagzeuger der Band beigetreten ist, nachdem Alex Holzwarth im Januar ausgestiegen war. In dieser Zusammenstellung erschien 2020 das Album Suite 226. Ein erneuter Besetzungswechsel fand 2021 statt. Nachdem Urban Breed nach einigen Differenzen vor Beginn der Aufnahmen die Band verlassen hatte, wurde das neue Album Vengeance is Mine mit dem serbischen Sänger Nikola Mijic (Eden’s Curse) im eigenen Serious-Black-Studio aufgenommen. Bob Katsionis war auf dem Album ebenso vertreten wie Maurus Mayer.
Für das Album Rise of Akhenaton wurden im Sommer 2024 vorab zwei Videos veröffentlicht, in denen erstmals Christian Schichtl am Schlagzeug auftritt.

## Mitgliederentwicklung

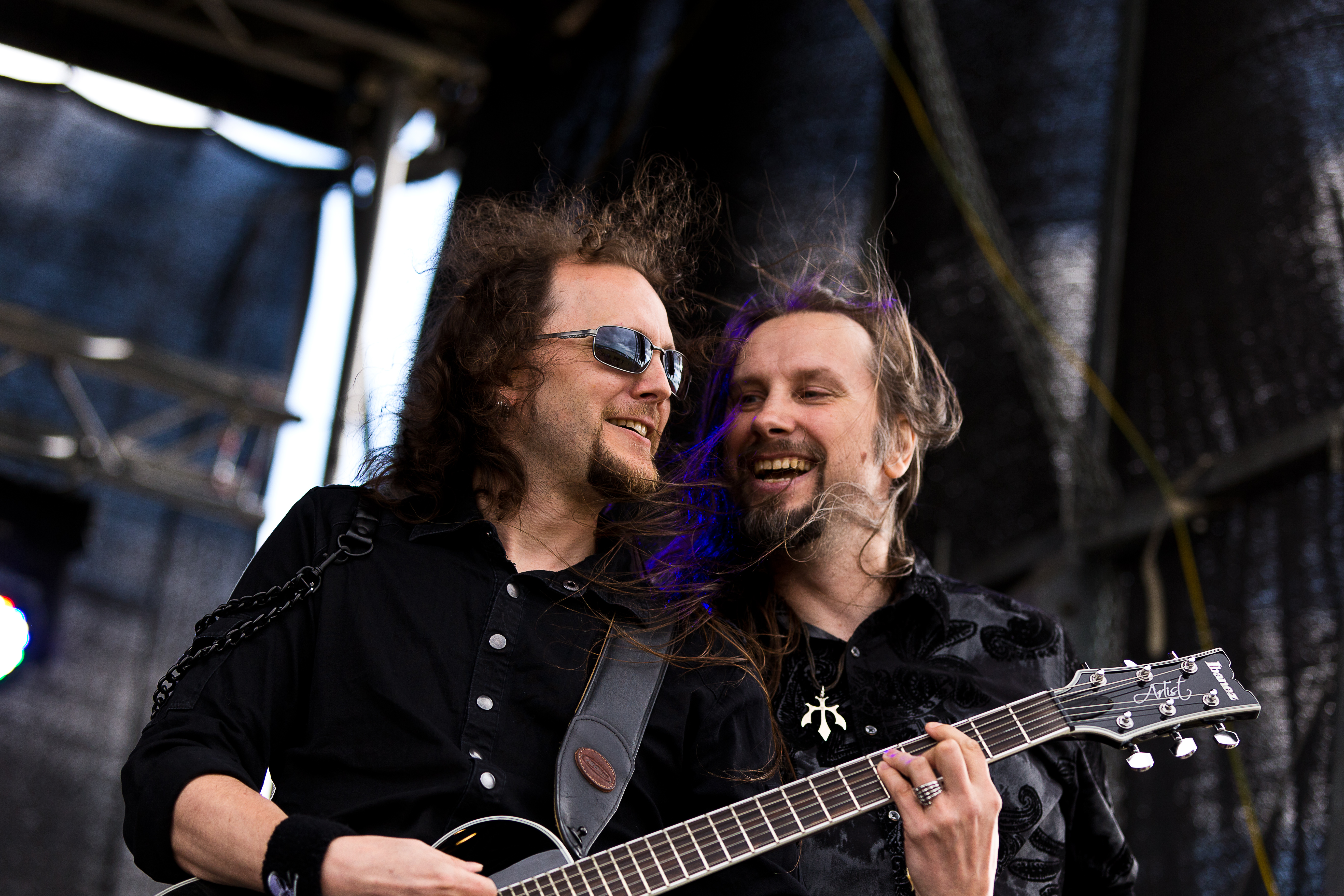
D.Sebastian und U.Breed auf dem Rockharz 2015 in Ballenstedt.

## Diskografie

### Studioalben
| Jahr | Titel Musiklabel               | Höchstplatzierung, Gesamtwochen, AuszeichnungChartplatzierungen (Jahr, Titel, Musiklabel, Platzierungen, Wochen, Auszeichnungen, Anmerkungen) | Höchstplatzierung, Gesamtwochen, AuszeichnungChartplatzierungen (Jahr, Titel, Musiklabel, Platzierungen, Wochen, Auszeichnungen, Anmerkungen) | Anmerkungen                                         |
| Jahr | Titel Musiklabel               | DE | CH | Anmerkungen                                         |
| ---- | ------------------------------ | --- | --- | --------------------------------------------------- |
| 2015 | As Daylight Breaks AFM Records | DE61 (1 Wo.)DE | — | Erstveröffentlichung: 16. Januar 2015               |
| 2016 | Mirrorworld AFM Records        | DE64 (1 Wo.)DE | CH91 (1 Wo.)CH | Erstveröffentlichung: 9. September 2016             |
| 2017 | Magic AFM Records              | DE46 (1 Wo.)DE | CH97 (1 Wo.)CH | Erstveröffentlichung: 25. August 2017               |
| 2017 | First Light AFM Records        | — | — | Erstveröffentlichung: 8. Dezember 2017 Akustikalbum |
| 2020 | Suite 226 AFM Records          | DE62 (1 Wo.)DE | — | Erstveröffentlichung: 31. Januar 2020               |
| 2022 | Vengeance Is Mine AFM Records  | DE16 (1 Wo.)DE | — | Erstveröffentlichung: 22. Februar 2022              |
| 2024 | Rise of Akhenaton AFM Records  | DE49 (1 Wo.)DE | — | Erstveröffentlichung: 27. September 2024            |